# Saenura flava
Saenura flava Wallengren, 1860, è un lepidottero appartenente alla famiglia Erebidae, endemico del Sudafrica. Questa specie è la sola rappresentante del genere Saenura Wallengren, 1858.

## Distribuzione e habitat

Il Sud Africa, che rappresenta l'areale di Saenura flava

La specie è endemica del Sudafrica (locus typicus).
L'habitat preferenziale è rappresentato da zone boschive, macchie a vegetazione mista e giardini.

## Biologia

### Alimentazione
I bruchi sono polifagi e si alimentano su foglie di svariati generi e specie tra cui:
- Acacia mearnsii L. (Fabaceae)
- Albuca virens (Ker Gawl.) J. C. Manning & Goldblatt (Asparagaceae)
- Lantana sp. L. (Verbenaceae)
- Protea caffra Meisn. (Proteaceae)
- Senecio sp. L. (Asteraceae)
- Senna occidentalis (L.) Link (Fabaceae)
- Smilax sp. L. (Smilacaceae)
- Sophora tomentosa L. (Fabaceae)
- Tagetes erecta L. (Asteraceae)
- Tephrosia sp. Pers. (Fabaceae)

## Tassonomia

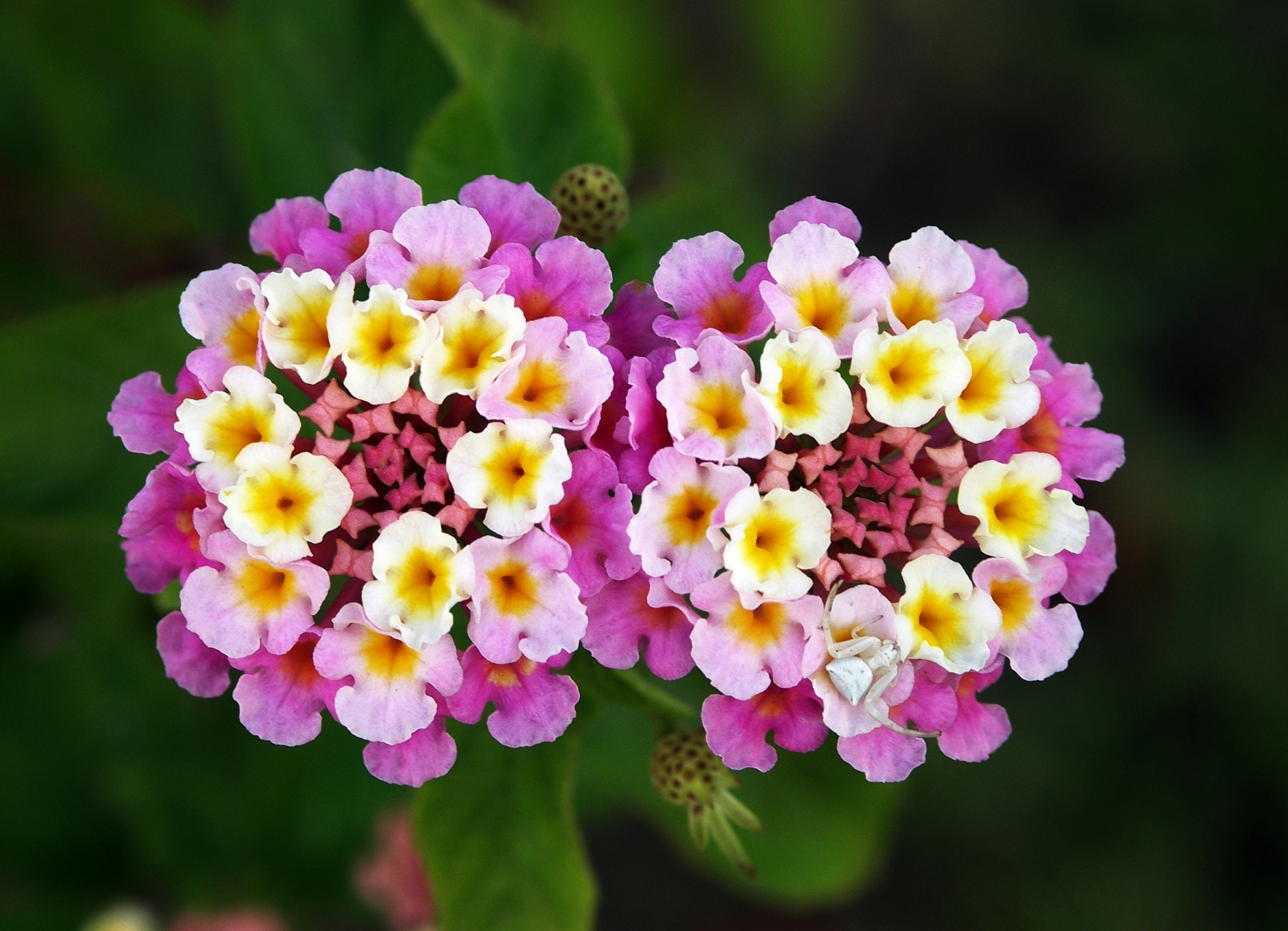
Infiorescenza di Lantana camara, pianta invasiva presente anche in molti giardini

### Sottospecie
Non sono state riportate sottospecie.

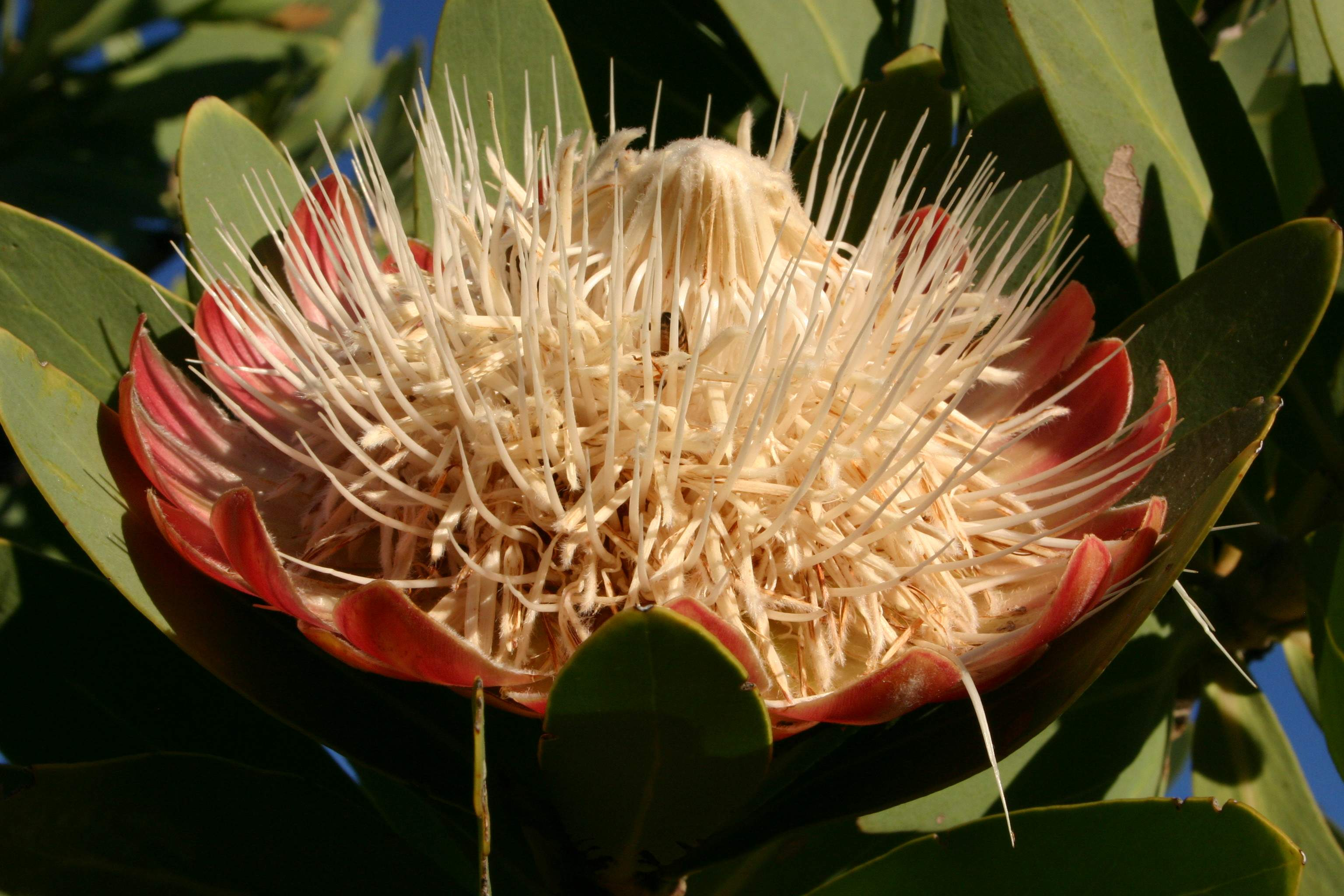
Fiore di Protea caffra

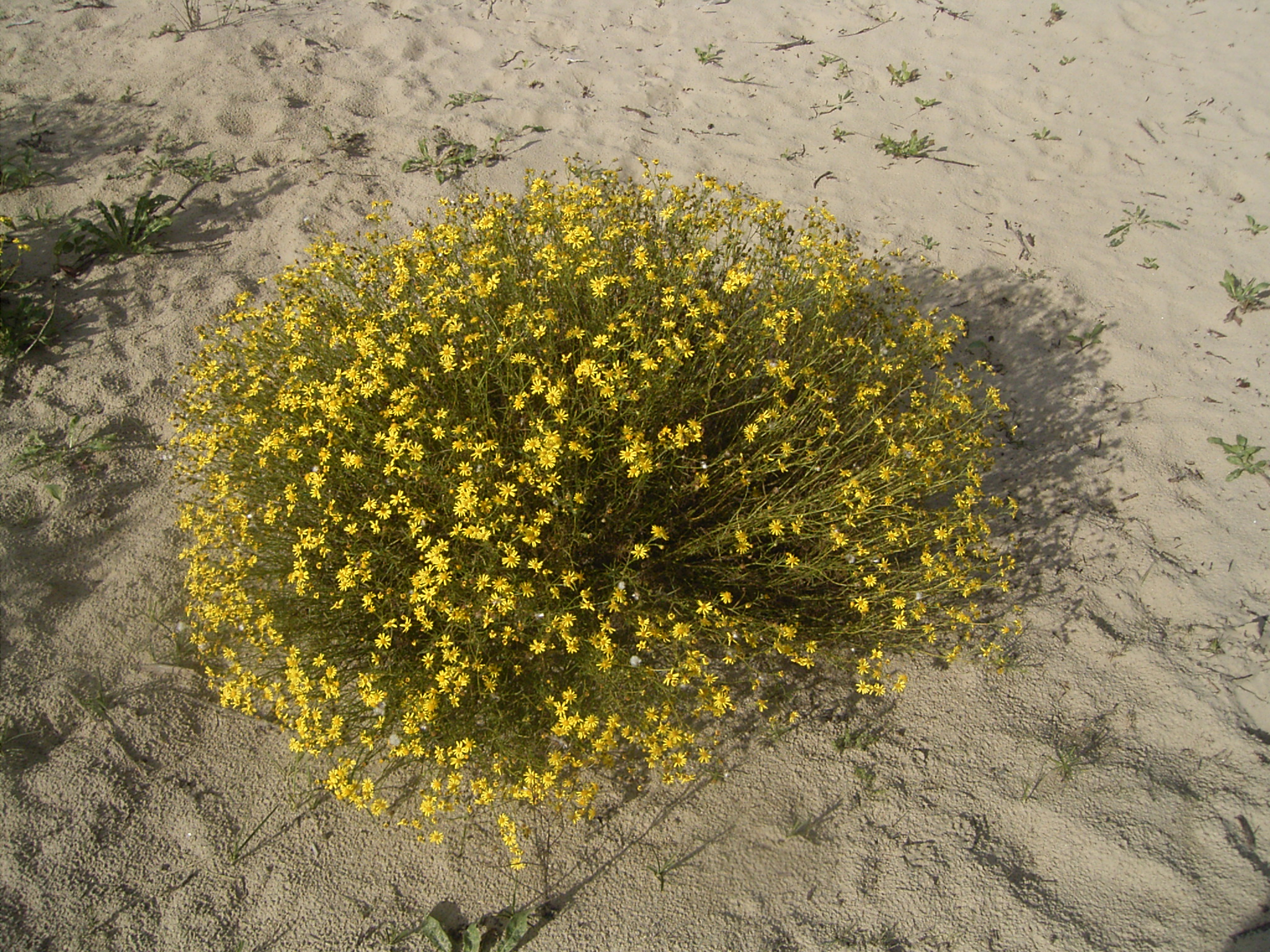
Senecio inaequidens

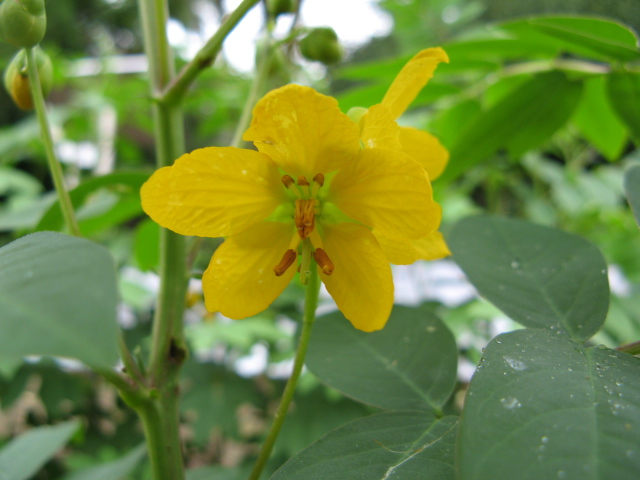
Fiore di Senna occidentalis

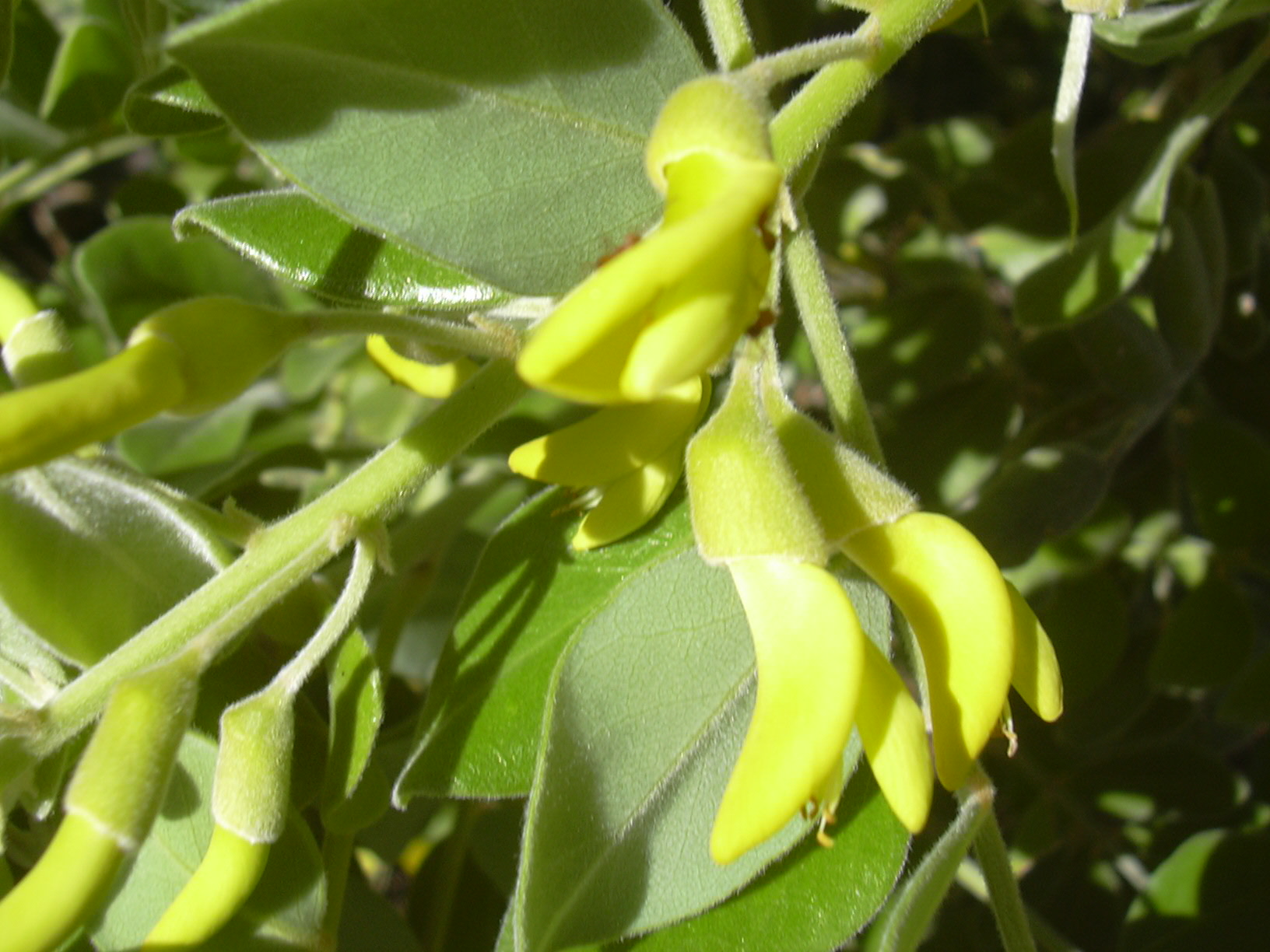
Sophora tomentosa

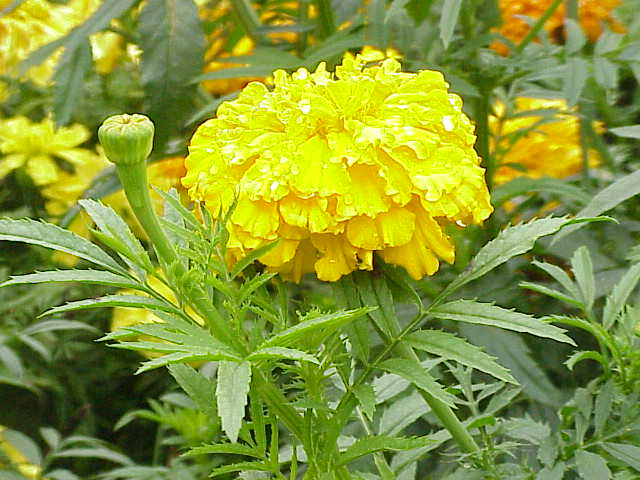
Tagetes erecta

### Sinonimi
Per completezza di informazione, va riportato un sinonimo errato del genere Saenura:
- Senura (sic!) Wallengren, 1873 - Ofvers. Vet. Akad. Förh. 29 (3): 50

Rispetto invece alla specie Saenura flava, sono stati descritti due sinonimi:
- Diacrisia flava Hampson, 1901 - Cat. Lepid. Phalaenae Br. Mus. 3: 294, pl. 45, f. 17[3]
- Saenura oriens Rothschild, 1917 - Novit. Zool. 24 (2): 482 - Locus typicus: Africa Sud-Occidentale, Tsumel[4]